# Rodenbach, Kaiserslautern
Rodenbach là một đô thị ở huyện Kaiserslautern, bang Rheinland-Pfalz, phía tây nước Đức. Đô thị Rodenbach, Kaiserslautern có diện tích 12,74 km², dân số thời điểm ngày 31 tháng 12 năm 2006 là 3257 người.